# Vélieux
Vélieux (okzitanisch: Velius) ist eine französische Gemeinde mit 102 Einwohnern (Stand: 1. Januar 2022) im Département Hérault in der Region Okzitanien. Verreries-de-Moussans gehört zum Arrondissement Béziers und zum Kanton Saint-Pons-de-Thomières. Die Einwohner werden Vélois genannt.

## Geographie
Vélieux liegt in den südlichsten Ausläufern des Zentralmassivs, zwischen dem Jaurtal und der zum Mittelmeer abfallenden Tiefebene, nördlich von Narbonne, im Tal des Flusses Thoré. An der westlichen Gemeindegrenze verläuft das Flüsschen Briant. Das Gemeindegebiet gehört zum Regionalen Naturpark Haut-Languedoc. Umgeben wird Verreries-de-Moussans von den Nachbargemeinden Rieussec im Norden, Saint-Jean-de-Minervois im Osten und Nordosten, La Caunette im Osten und Südosten, Minerve im Süden sowie Boisset im Westen.

## Demographie
| 1962                       | 1968 | 1975 | 1982 | 1990 | 1999 | 2006 | 2013 |
| -------------------------- | ---- | ---- | ---- | ---- | ---- | ---- | ---- |
| 40                         | 37   | 45   | 44   | 34   | 50   | 65   | 75   |
| Quellen: Cassini und INSEE |      |      |      |      |      |      |      |